# In Through the Out Door
In Through the Out Door é o oitavo e último álbum de estúdio da banda britânica de rock Led Zeppelin, lançado em 15 de agosto de 1979. O disco foi gravado na Polar Studios em Estocolmo entre o final de 1978 e início de 1979, sendo o terceiro álbum da banda a ser lançado pelo seu próprio selo, a Swan Song Records. O álbum é marcado pela mistura de sons e ritmos trazidos de outros estilos musicais, como o country e o reggae. Marcado também pelo fato dos teclados e sintetizadores de John Paul Jones se sobressaírem além dos acordes de Jimmy Page que vivia uma crise artística graças ao vício em heroína. Um fato que marcou enormemente o lançamento do álbum, foi a edição com 6 capas diferentes: a cena no bar fotografada por 6 ângulos opostos. 
A música "All My Love" foi composta por Plant em homenagem ao seu filho que havia falecido há pouco tempo.

## Faixas
| Lado 1 |                      |                                         |         |  |
| N.º    | Título               | Compositor(es)                          | Duração |  |
| 1.     | "In the Evening"     | John Paul Jones/Jimmy Page/Robert Plant | 6:51    |  |
| 2.     | "South Bound Saurez" | Jones/Plant                             | 4:14    |  |
| 3.     | "Fool in the Rain"   | Jones/Page/Plant                        | 6:12    |  |
| 4.     | "Hot Dog"            | Page/Plant                              | 3:17    |  |

| Lado 2         |                   |                  |         |  |
| N.º            | Título            | Compositor(es)   | Duração |  |
| 1.             | "Carouselambra"   | Jones/Page/Plant | 10:34   |  |
| 2.             | "All My Love"     | Jones/Plant      | 5:56    |  |
| 3.             | "I'm Gonna Crawl" | Jones/Page/Plant | 5:30    |  |
| Duração total: | Duração total:    | Duração total:   | 42:25   |  |

## Certificações
| País                  | Vendas     | Certificação |
| --------------------- | ---------- | ------------ |
| Argentina - CAPIF     | 30,000+    | Ouro         |
| Estados Unidos - RIAA | 6,000,000+ | 6× Platina   |
| Reino Unido - BPI     | 300,000+   | Platina      |
| Austrália - ARIA      | 140,000+   | 2× Platina   |

## Capas alternativas

Perspectiva da mulher encostada à parede.
Perspectiva do homem com a carteira.
Perspectiva do "Barman".
Perspectiva da mulher ao balcão.
Perspectiva do pianista.
Perspectiva da mulher junto à jukebox.

## Créditos
Led Zeppelin
- Jimmy Page – Guitarra, produção
- Robert Plant – Vocal
- John Paul Jones – Baixo, teclados
- John Bonham – Bateria

Produção
- Barry Diament – masterização
- Peter Grant – Produtor executivo
- Leif Mases – Engenheiro